# Palazzo ex GIL (Mirandola)
La Casa della Gioventù italiana del littorio, meglio conosciuta come Palazzo ex GIL o Casa del Fascio, è un edificio storico in stile razionalista situato a Mirandola, in provincia di Modena.
L'edificio, vincolato dalla Soprintendenza ai beni culturali, si trova nella zona antistante al castello dei Pico, attualmente occupata dal giardino pubblico intitolato a Nino Lolli, in viale Cinque Martiri. A seguito dei gravi danni riportati dopo il terremoto dell'Emilia del 2012, è in fase di restauro.

## Storia

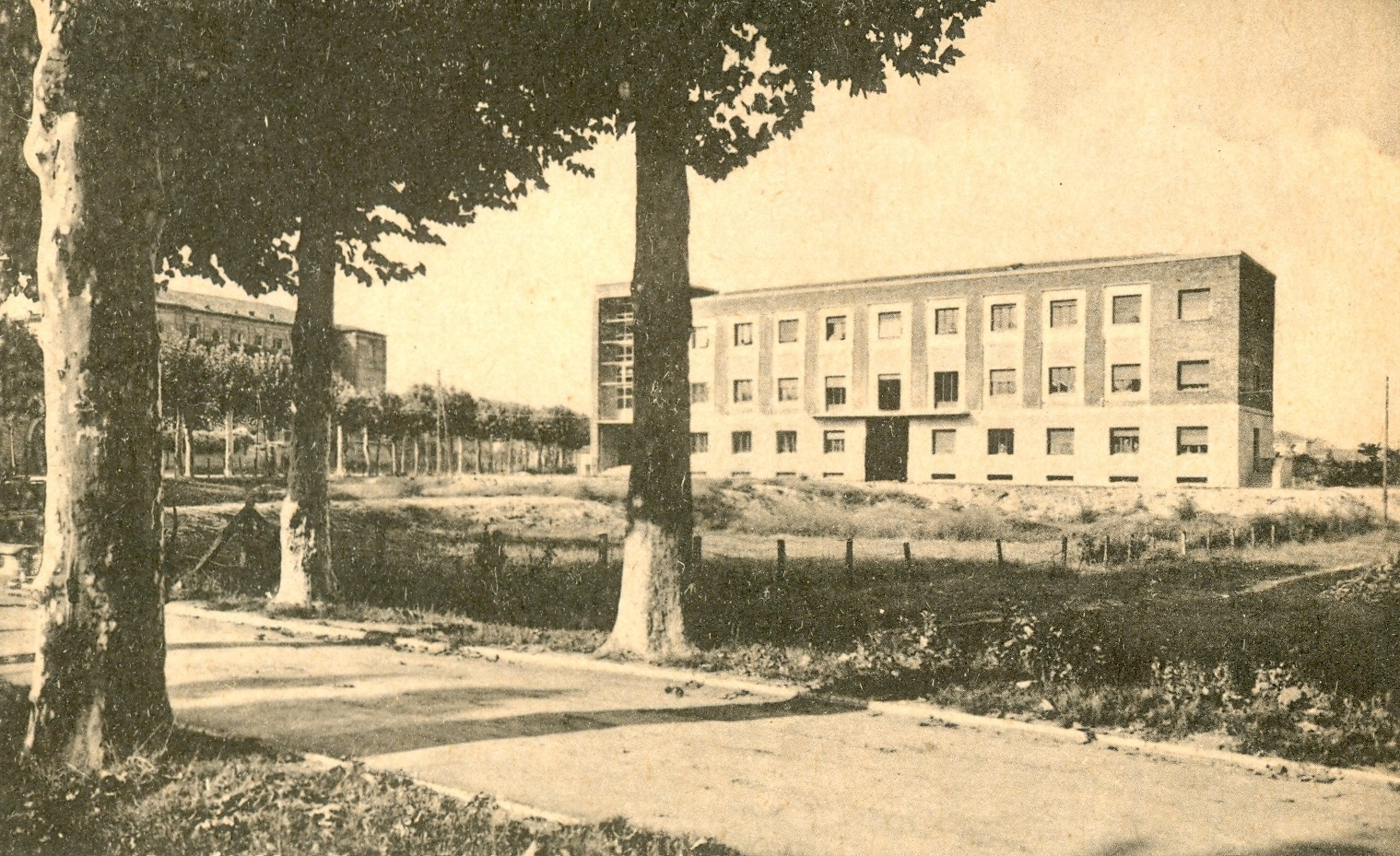
Casa della GIL

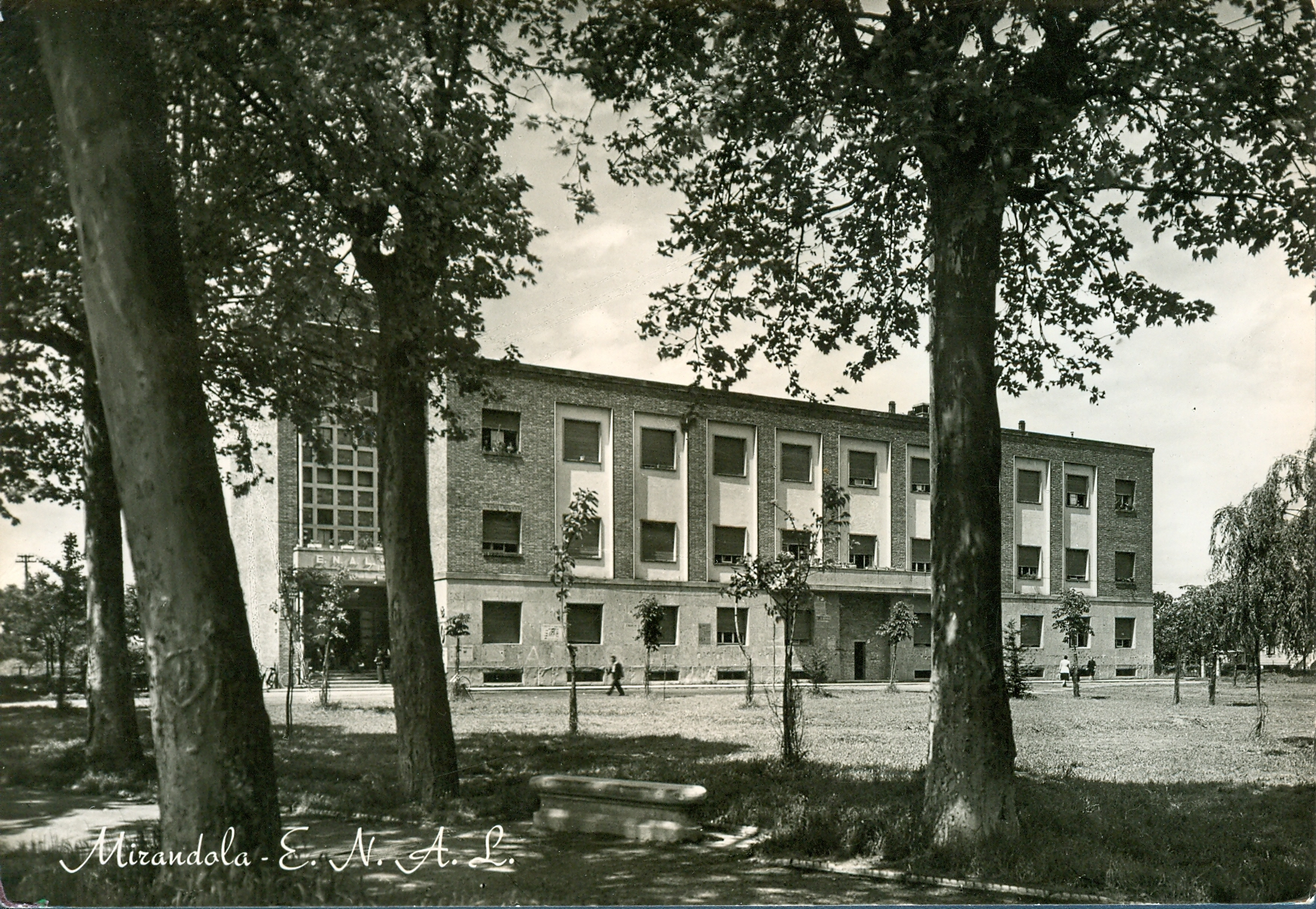
Il palazzo negli anni 1960, sede dell'ENAL (Ente nazionale assistenza lavoratori)

A seguito della fondazione della Gioventù italiana del littorio nel 1937, con apposito Regio Decreto le amministrazioni comunali furono obbligate a fornirne le sedi necessarie. Nel marzo 1939 venne avviato, su istanza del Federale della provincia e del comandante locale del GIL, il progetto per la realizzazione della nuova Casa del Fascio di Mirandola, in sostituzione della vecchia sede alloggiata presso l'edificio della Società Operaia di Mutuo Soccorso, acquistato poi nel dicembre 1940 dai fratelli Goldoni dell'omonimo biscottificio.
Il podestà Ferruccio Pinotti dispose la donazione di un terreno di 4000 m², oltre ad un finanziamento in corso d'opera. Il progetto fu elaborato dall'ingegnere Giuseppe Gipponi. Nel febbraio 1940 il fabbricato risultava già elevato, ma nel giugno 1941 i lavori vennero interrotti a causa del mancato reperimento dei materiali. Nel gennaio 1943 il palazzo era in fase di ultimazione, mancando solo l'installazione dei bassorilievi (di cui in effetti non ve ne fu traccia) e la realizzazione dello slogan "Il Partito è l'artefice della rivoluzione, la spina dorsale del regime, il motore delle attività nazionali". Collaudato l'edificio nel marzo 1943, i lavori terminarono il 30 luglio, quando si insediarono la sezione locale del Fascio Repubblicano e la Brigata Nera "Mirko Pistoni".
Dopo l'8 settembre 1943 il palazzo divenne sede del comando militare di piazza tedesco (Platzkommandantur), e come tale divenne obbiettivo delle incursioni aeree alleate. Il 12 novembre 1944 una bomba alleata cadde tra la facciata ovest dell'edificio ed il macello comunale, provocando pochi danni. Durante la Resistenza, la stanza più alta della torretta meridionale fu impiegata dalla Brigata nera "Mirko Pistoni" come prigione per partigiani ed oppositori politici.
Il palazzo venne occupato da numerose famiglie a causa della grave crisi degli alloggi del secondo dopoguerra. Il 3 giugno 1954 l'edificio venne inizialmente destinato a sede degli uffici del registro e delle imposte dirette, del comando di brigrata della Guardia di Finanza e magazzino dei monopoli. In seguito, ha ospitato l'Ente nazionale assistenza lavoratori (ENAL), l'Istituto professionale per i servizi commerciali "Carlo Cattaneo" (dal 1974 al 2003) e l'ufficio di collocamento.
Il palazzo, già in grande stato di degrado, è stato gravemente danneggiato dal terremoto dell'Emilia del 2012. Nel 2017 sono stati avviati i lavori di recupero e restauro dell'edificio che dovrà ospitare il commissariato della Polizia di Stato e il distaccamento della Polizia stradale. Il costo dell'intervento è pari a circa 4,5 milioni di euro, di cui 3.430.122,89 euro finanziati dai fondi per la ricostruzione post-sisma e 365.000 euro dal Ministero dell'interno.

## Architettura
Il palazzo demaniale è composto da tre piani fuori terra e di un interrato di circa mille metri quadrati ognuno. Il corpo di fabbrica a tre piani è in stile razionalista. Il muro esterno del piano terra è rivestito in marmo travertino, che si slancia verso i due piani superiori ad incorniciare verticalmente le finestre quadrate su uno sfondo di mattoni faccia a vista. Al centro della facciata, il lungo balcone avrebbe dovuto servire quale arengario durante le adunate fasciste.
Sul lato meridionale è presente la Torre Littoria con un'imponente vetrata che offre luce ad uno scalone di rappresentanza che conduceva al Direttorio del Fascio al primo piano e alla biblioteca del secondo piano.
Il progetto originale prevedeva un totale di 54 vani, tra cui due grandi atri e locali per l'Opera nazionale del dopolavoro, una grande sala riunioni con uffici e archivi al primo piano, mentre all'ultimo piano vi erano esclusivamente uffici. Il progetto della piazza antistante non fu mai realizzato, sostituita dagli odierni giardini pubblici intitolati a Nino Lolli.